# Lejre
 Denne artikel handler om selve byen Lejre. Ordet Lejre bruges ofte også som en kort betegnelse for Lejre Kommune.
Lejre er en stationsby på Midtsjælland med 3.347 indbyggere  (2025) i Allerslev Sogn. Lejre er den næststørste by i Lejre Kommune (efter Kirke Hvalsø) og tilhører Region Sjælland. Bybetegnelsen Lejre anvendes i dag for den nyere bebyggelse ved Lejre Station. Den ældre by med navnet "Lejre" benævnes i dag som Gammel Lejre og ligger ca. 1,5 km nord for stationsbyen ad landevejen mod Gevninge.
Ved Lejre ligger også Sagnlandet Lejre, det tidligere Historisk-arkæologisk Forsøgscenter (eller Lejre Forsøgscenter), der åbnede i 1964.

## Etymologi
Ledre (Ledreborg, Lethreborg) og Ledra (også stavet Lethre, Ledre, Ledhre, Lædre osv.) er ældre navne for "Lejre". På latin hed stedet Lethra og på oldnordisk Hleiðr, f.
Det antages at navnet Lejre kan tilbageføres til et ord der betyder "hytte" eller "telt" (jfr. det gotiske substantiv hleiþra, f., med denne betydning) efter de midlertidige boliger, som blev brugt i forbindelse med et tingsted.

## Historie
Ifølge Saxo Grammaticus blev Lejre anlagt af Roars efterfølger, Rolf Krake. Sagn beretter, at Roar var den 23. konge i Lejre, og at det blev anlagt få år før Kristus af Skjold, Odins søn. Danske konger skulle have haft deres hovedsæde i Lejre til det 9. eller 10. århundrede.
Det kendte heltedigt Bjarkemål beskriver Bjarkes bedrifter ved Rolf Krakes hof i Lejre.

### Poesi
Vi finder også Lejre i den engelske poesi: hos digteren William Herbert (1778-1847), der i Horæ Scandicæ skrev om Lejre og flere konger. I 17. linje støder vi på Leyra og Frodé:
Sons of the rock, in strife and tempest brave,
Thine offspring roam´d, like seamews, o´er the wave;
Yet faithful Love, by the pure glowing light
Of thy bleak snows, with northern streamers bright,
And high-born Honour and chaste Truth abode.
Strong was thy race, and dauntless in the fight,
But none unrival´d as young Hedin strode,
Bold in the battle´s surge, and first in glory´s road.
Gay laugh´d the sun on Danish Issefiord,
And fast in Leyra´s port the fleet was moor´d;
And lists for combat on the beach appear´d;
Twelve kingly thrones in awful order rear´d;
On each a prince, in gorgeous garb array´d,
Summon´d by him Great Frodé's word twice fifty kings obey´d,
Upheld his stately power, and flourish´d in its shade.[kilde mangler]